# Élections législatives de 1956 dans le Rhône
Les élections législatives françaises de 1956 se tiennent le 2 janvier.
Ce sont les dernières élections législatives de la Quatrième république, après les élections de novembre 1946 et de juin 1951.

## Mode de scrutin
L'Assemblée nationale est composée de 626 sièges pourvus au scrutin proportionnel plurinominal suivant la règle de la plus forte moyenne dans le cadre départemental, sans panachage.
Le vote préférentiel est admis, en inscrivant un numéro d'ordre en face du nom d'un, de plusieurs ou de tous les candidats de la liste. Mais l'ordre ne pourra être modifié que si au moins la moitié des suffrages portés sur la liste est numéroté. Dans les faits les modifications ne dépasseront jamais les 7%.
La loi électorale du 7 mai 1951, dite loi des apparentements, reste en vigueur. Elle permet à la base une répartition des sièges à la représentation proportionnelle dans le département, mais si des listes « apparentées » avant le déroulement du scrutin obtiennent ensemble une majorité absolue de suffrages exprimés, elles reçoivent directement tous les sièges à pourvoir.
Dans le département du Rhône, douze députés sont à élire dans deux circonscriptions :
- la première regroupe la ville de Lyon plus les cantons de Villeurbanne, Limonest et Neuville-sur-Saône. Elle est dotée de 8 sièges ;
- la deuxième regroupe le reste de l'arrondissement de Lyon et celui de Villefranche. Elle est dotée de 4 sièges.

## Élus
| Député sortant      | Parti | Parti    | Député élu ou réélu             | Parti | Parti         |
| ------------------- | ----- | -------- | ------------------------------- | ----- | ------------- |
| 1re Circonscription |       |          |                                 |       |               |
| Jean Cagne          |       | PCF      | Jean Cagne                      |       | PCF           |
| Pierre Cot          |       | Prog.    | Pierre Cot                      |       | Prog.         |
| Édouard Herriot     |       | Rad-soc  | Édouard Herriot                 |       | Rad-soc       |
| Alfred Jules-Julien |       | Rad-soc  | Étienne Gagnaire                |       | SFIO          |
| Pierre Montel       |       | CNIP     | Pierre Montel                   |       | CNIP          |
| Guy Jarrosson       |       | ARS      | Guy Jarrosson                   |       | CNIP          |
| Jacques Soustelle   |       | Rép. soc | Jacques Soustelle               |       | Rép. soc      |
| Édouard Charret     |       | Rép. soc | Louis Alloin                    |       | UFF           |
| 2e Circonscription  |       |          |                                 |       |               |
| Lucien Degoutte     |       | Rad-soc  | Joseph Vignal → Lucien Degoutte |       | UFF → Rad-soc |
| Jean Villard        |       | MRP      | Jean Villard                    |       | MRP           |
| Jean Laborbe        |       | CNIP     | Jean Laborbe                    |       | CNIP          |
| Henri Lacombe       |       | CNIP     | Camille Vallin                  |       | PCF           |

## Résultats

### Première circonscription  (Lyon)
- Un apparentement de type Front Républicain réunit les listes Rad-soc-UDSR et SFIO.
- Un apparentement est conclu en soutien à la majorité sortante, entre les listes CNIP-ARS et RGR.
- Un dernier apparentement regroupe les deux listes poujadistes.

| Parti    | Parti        | Tête de liste     | Résultats | Résultats | Appar. | Appar. | Sièges |
| Parti    | Parti        | Tête de liste     | Voix      | %         | Voix   | %      | Nb.    |
| -------- | ------------ | ----------------- | --------- | --------- | ------ | ------ | ------ |
|          | PCF-Prog.    | Jean Cagne        | 81 569    | 25,75     | -      | -      | 2      |
|          | Rad-soc-UDSR | Édouard Herriot   | 76 777    | 24,23     | 50 295 | 15,88  | 1 1    |
|          | SFIO         | Étienne Gagnaire  | 76 777    | 24,23     | 26 482 | 8,36   | 1 1    |
|          | CNIP-ARS-    | Pierre Montel     | 63 308    | 19,98     | 31 894 | 21,82  | 1 1    |
|          | RGR          | Léon Chambaretaud | 63 308    | 19,98     | 10 120 | 3,19   | 0      |
|          | UFF          | Louis Alloin      | 38 384    | 12,12     | 34 974 | 11,04  | 1 1    |
|          | Act° civ.    | André Simiand     | 38 384    | 12,12     | 3 410  | 1,08   | 0      |
|          | Rép. soc     | Jacques Soustelle | 34 255    | 10,81     | -      | -      | 1 1    |
|          | MRP          | Philomène Magnin  | 13 292    | 4,20      | -      | -      | 0      |
|          |              |                   |           |           |        |        |        |
| Inscrits | Inscrits     | Inscrits          | 404 986   | 100,00    |        |        | 8      |
| Votants  | Votants      | Votants           | 326 905   | 80,72     |        |        |        |
| Exprimés | Exprimés     | Exprimés          | 316 829   | 96,92     |        |        |        |

### Deuxième circonscription  (Villefranche)
- Un apparentement de type Front Républicain réunit les listes Rad-soc et SFIO.
- Un apparentement est conclu en soutien à la majorité sortante, entre les listes CNIP-ARS, MRP et Rép. soc.
- Un dernier apparentement regroupe les deux listes poujadistes.

Ce dernier sera déclaré invalide le 30 mai par l'Assemblée, ce qui fera perdre sa place à Joseph Vignal, mais permettra à Lucien Degoutte (Rad-soc) de retrouver son siège à l'Assemblée.
| Parti    | Parti     | Tête de liste   | Résultats | Résultats | Appar. | Appar. | Sièges |
| Parti    | Parti     | Tête de liste   | Voix      | %         | Voix   | %      | Nb.    |
| -------- | --------- | --------------- | --------- | --------- | ------ | ------ | ------ |
|          | CNIP-ARS  | Jean Laborbe    | 60 105    | 41,12     | 31 894 | 21,82  | 1 1    |
|          | MRP       | Jean Villard    | 60 105    | 41,12     | 20 835 | 14,25  | 1      |
|          | Rép. soc  | Roger Frey      | 60 105    | 41,12     | 7 376  | 5,05   | 0      |
|          | PCF       | Camille Vallin  | 32 065    | 21,94     | -      | -      | 1 1    |
|          | UFF       | Joseph Vignal   | 26 699    | 18,27     | 22 332 | 15,28  | 1 1    |
|          | Déf. agri | Marius Cellard  | 26 699    | 18,27     | 4 307  | 2,95   | -      |
|          | Rad-soc   | Lucien Degoutte | 26 329    | 18,01     | 14 873 | 10,18  | 1 1    |
|          | SFIO      | Paul Jordery    | 26 329    | 18,01     | 11 456 | 7,84   | 0      |
|          | RGRIF     | Paul Bonnet     | 0         | 0,00      | -      | -      | 0      |
|          |           |                 |           |           |        |        |        |
| Inscrits | Inscrits  | Inscrits        | 181 172   | 100,00    |        |        | 4      |
| Votants  | Votants   | Votants         | 150 985   | 83,34     |        |        |        |
| Exprimés | Exprimés  | Exprimés        | 146 174   | 96,81     |        |        |        |